# Чемпіонат Європи з водних видів спорту 2008
51°24′53″ пн. ш. 5°28′41″ сх. д. / 51.4147° пн. ш. 5.4781° сх. д.

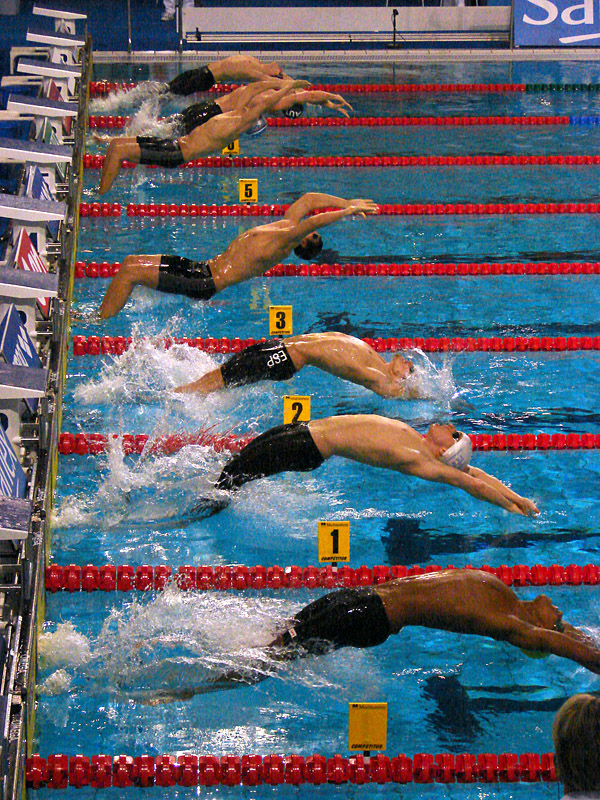

XXIX Чемпіонат Європи з водних видів спорту проходив у Ейндховені (Нідерланди) з 13 березня до 24 березня 2008. Чемпіонат складався зі змагань з плавання, синхронного плавання, стрибків у воду з трампліна та плавання у відкритій воді.

## Підсумкова таблиця медалей
| Місце | Країна          | Золото | Срібло | Бронза | Загалом |
| ----- | --------------- | ------ | ------ | ------ | ------- |
| 1     | Росія           | 12     | 7      | 6      | 25      |
| 2     | Італія          | 5      | 7      | 9      | 21      |
| 3     | Франція         | 5      | 4      | 3      | 12      |
| 4     | Іспанія         | 5      | 3      | 4      | 12      |
| 5     | Німеччина       | 4      | 4      | 1      | 9       |
| 6     | Нідерланди      | 4      | 3      | 3      | 10      |
| 7     | Угорщина        | 3      | 4      | 2      | 9       |
| 8     | Австрія         | 3      | 2      | 2      | 7       |
| 9     | Швеція          | 3      | 1      | 6      | 10      |
| 10    | Україна         | 2      | 4      | 7      | 13      |
| 11    | Греція          | 2      | 2      |        | 4       |
| 11    | Велика Британія | 2      | 2      |        | 4       |
| 13    | Норвегія        | 1      | 2      |        | 3       |
| 14    | Словенія        | 1      | 1      |        | 2       |
| 14    | Швейцарія       | 1      | 1      |        | 2       |
| 16    | Сербія          | 1      |        |        | 1       |
| 17    | Хорватія        |        | 2      | 1      | 3       |
| 17    | Фінляндія       |        | 2      | 1      | 3       |
| 19    | Румунія         |        | 1      | 4      | 5       |
| 20    | Польща          |        | 1      | 1      | 2       |
| 20    | Білорусь        |        | 1      | 1      | 2       |
| 22    | Данія           |        |        | 1      | 1       |
| 22    | Литва           |        |        | 1      | 1       |
| 22    | Словаччина      |        |        | 1      | 1       |
|       | Всього          | 54     | 54     | 54     | 162     |

## Плавання

### Таблиця медалей
| Місце                | Країна               | Золото | Срібло | Бронза | Загалом |
| -------------------- | -------------------- | ------ | ------ | ------ | ------- |
| 1                    | Росія                | 8      | 7      | 4      | 19      |
| 2                    | Франція              | 5      | 4      | 4      | 13      |
| 3                    | Італія               | 4      | 5      | 4      | 13      |
| 4                    | Нідерланди           | 4      | 3      | 3      | 10      |
| 5                    | Угорщина             | 3      | 3      | 2      | 8       |
| 6                    | Австрія              | 3      | 2      | 3      | 8       |
| 7                    | Швеція               | 2      | 1      | 5      | 8       |
| 8                    | Іспанія              | 1      | 3      | 4      | 8       |
| 9                    | Україна              | 1      | 1      | 1      | 3       |
| 10                   | Польща               | 1      | 0      | 1      | 2       |
| Загалом (10 збірних) | Загалом (10 збірних) | 32     | 29     | 31     | 92      |

### Чоловіки
| Дисципліна                      | Золото | Золото      | Срібло | Срібло     | Бронза | Бронза     |
| ------------------------------- | --- | ----------- | --- | ---------- | --- | ---------- |
| 50 м вільним стилем             | Ален Бернар Франція                                                                                                   | 21.66       | Дуже Драганья Хорватія                                                                                          | 22.00      | Стефан Нюстранд Швеція                                                                                         | 22.16      |
| 100 м вільним стилем            | Ален Бернар Франція                                                                                                   | 47.50 WR    | Стефан Нюстранд Швеція                                                                                          | 48.40      | Філіппо Маньїні Італія                                                                                         | 48.53      |
| 200 м вільним стилем            | Пауль Бідерманн Німеччина                                                                                             | 1:46.59     | Аморі Лево Франція                                                                                              | 1:46.99    | Массіміліано Росоліно Італія                                                                                   | 1:47.33    |
| 400 м вільним стилем            | Юрій Прилуков Росія                                                                                                   | 3:45.10 CR  | Массіміліано Росоліно Італія                                                                                    | 3:45.19    | Микита Лобінцев Росія                                                                                          | 3:46.75    |
| 800 м вільним стилем            | Гердьо Кіш Угорщина                                                                                                   | 7:51.94 CR  | Самуель Піццетті Італія                                                                                         | 7:54.09    | Драгош Крістьян Коман Румунія                                                                                  | 7:54.37 NR |
| 1500 м вільним стилем           | Юрій Прилуков Росія                                                                                                   | 14:50.40 CR | Девід Девіс Велика Британія                                                                                     | 14:54.28   | Матеуш Савримовіч Польща                                                                                       | 14:58.78   |
|                                 | |             | |            | |            |
| 50 м на спині                   | Арістеїдіс Грігоріадіс Греція                                                                                         | 25.13       | Флорі Ланг Швейцарія                                                                                            | 25.18      | Любош Кріжко Словаччина                                                                                        | 25.44      |
| 100 м на спині                  | Маркус Роган Австрія                                                                                                  | 54.03       | Арістеїдіс Грігоріадіс Греція                                                                                   | 54.27      | Аркадій В'ятчанін Росія                                                                                        | 54.45      |
| 200 м на спині                  | Маркус Роган Австрія                                                                                                  | 1:55.85     | Аркадій В'ятчанін Росія                                                                                         | 1:57.04    | Разван Іонут Флореа Румунія                                                                                    | 1:57.53    |
|                                 | |             | |            | |            |
| 50 м брасом                     | Олег Лісогор Україна                                                                                                  | 27.43       | Александер Дале Оен Норвегія                                                                                    | 27.53 NR   | Алессандро Террін Італія                                                                                       | 27.64      |
| 100 м брасом                    | Александер Дале Оен Норвегія                                                                                          | 59.76 ER    | Юг Дюбоск Франція                                                                                               | 59.78      | Олег Лісогор Україна                                                                                           | 1:00.53    |
| 200 м брасом                    | Григорій Фалько Росія                                                                                                 | 2:09.64 CR  | Александер Дале Оен Норвегія                                                                                    | 2:09.74 NR | Юг Дюбоск Франція                                                                                              | 2:09.91    |
|                                 | |             | |            | |            |
| 50 м батерфляєм                 | Милорад Чавич Сербія                                                                                                  | 23.11 ER    | Сергій Бреус Україна                                                                                            | 23.48      | Рафаель Муньйос Іспанія                                                                                        | 23.60      |
| 100 м батерфляєм                | Євген Коротишкін Росія                                                                                                | 51.89 CR    | Петер Манкоч Словенія                                                                                           | 52.07      | Рафаель Муньйос Іспанія                                                                                        | 52.09      |
| 200 м батерфляєм                | Іоанніс Дрімонакос Греція                                                                                             | 1:54.16 ER  | Павел Коженьовський Польща                                                                                      | 1:54.38    | Микола Скворцов Росія                                                                                          | 1:54.65    |
|                                 | |             | |            | |            |
| 200 м комплексом                | Ласло Чех Угорщина | 1:58.02     | Дінко Юкич Австрія                                                                                              | 1:59.65    | Вітаутас Янушайтіс Литва                                                                                       | 2:00.17    |
| 400 м комплексом                | Ласло Чех Угорщина | 4:09.59 ER  | Іоанніс Дрімонакос Греція                                                                                       | 4:14.72    | Лука Марін Італія                                                                                              | 4:16.69    |
|                                 | |             | |            | |            |
| естафета 4×100 м вільним стилем | Маркус Піль (50.56) Стефан Нюстранд (47.52) Петтер Стюмне (49.30) Юнас Перссон (48.03) Швеція                         | 3:15.41     | Массіміліано Росоліно (49.94) Алессандро Кальві (48.79) Крістіан Галенда (48.74) Філіппо Маньїні (48.20) Італія | 3:15.77    | Мітья Застро (49.14) Бас ван Велтовен (49.33) Роберт Леєсен (48.60) Пітер ван ден Гогенбанд (48.81) Нідерланди | 3:15.88    |
| естафета 4×200 м вільним стилем | Еміліано Брембілья (1:48.36) Массіміліано Росоліно (1:47.38) Нікола Кассіо (1:46.57) Філіппо Маньїні (1:47.63) Італія | 7:09.94     | Микита Лобінцев (1:48.20) Олександр Сухоруков (1:46.97) Євген Лагунов (1:48.37) Юрій Прилуков (1:48.16) Росія   | 7:11.70    | Домінік Колл (1:48.21) Маркус Роган (1:48.42) Давід Брандль (1:48.52) Дінко Юкич (1:48.84) Австрія             | 7:13.99    |
| естафета 4×100 м комплексом     | Аркадій В'ятчанін (54.13) Григорій Фалько (1:00.45) Євген Коротишкін (51.35) Андрій Гречин (48.32) Росія              | 3:34.25 ER  | Гордан Козулі (55.28) Ваня Рогуль (1:00.93) Маріо Тодорович (51.83) Дуже Драганья (48.28) Хорватія              | 3:36.32    | Сімон Шедін (56.08) Йонас Андерссон (1:01.13) Ларс Фреландер (52.21) Стефан Нюстранд (47.43) Швеція            | 3:36.85    |

### Жінки
| Дисципліна                      | Золото | Золото      | Срібло | Срібло   | Бронза | Бронза   |
| ------------------------------- | --- | ----------- | --- | -------- | --- | -------- |
| 50 м вільним стилем             | Марлен Велдгойс Нідерланди                                                                                     | 24.09 WR    | Гінкелін Схредер Нідерланди                                                                                         | 24.59    | Тереза Альсгаммар Швеція                                                                                            | 24.71    |
| 100 м вільним стилем            | Марлен Велдгойс Нідерланди                                                                                     | 53.77       | Ханна-Марія Сеппяля Фінляндія                                                                                       | 54.04    | Інґе Деккер Нідерланди                                                                                              | 54.12    |
| 200 м вільним стилем            | Сара Ісакович Словенія                                                                                         | 1:57.45     | Камелія Аліна Потек Румунія                                                                                         | 1:57.47  | Агнеш Мутіна Угорщина                                                                                               | 1:58.06  |
| 400 м вільним стилем            | Федеріка Пеллегріні Італія                                                                                     | 4:01.53 WR  | Коралі Балмі Франція                                                                                                | 4:04.15  | Камелія Аліна Потек Румунія                                                                                         | 4:05.62  |
| 800 м вільним стилем            | Алессія Філіппі Італія                                                                                         | 8:23.50     | Еріка Вільяесіха Гарсія Іспанія                                                                                     | 8:24.08  | Камелія Аліна Потек Румунія                                                                                         | 8:25.28  |
| 1,500 m freestyle               | Флавія Рігамонті Швейцарія                                                                                     | 15:58.54 CR | Еріка Вільяесіха Гарсія Іспанія                                                                                     | 16:02.08 | Лотте Фрійс Данія                                                                                                   | 16:11.26 |
| 50 м на спині                   | Анастасія Зуєва Росія                                                                                          | 28.05 ER    | Ніна Живаневська Іспанія                                                                                            | 28.11    | Саня Йованович Хорватія                                                                                             | 28.17    |
| 100 м на спині                  | Анастасія Зуєва Росія                                                                                          | 59.41 ER    | Лор Маноду Франція                                                                                                  | 1:00.05  | Ніна Живаневська Іспанія                                                                                            | 1:00.29  |
| 200 м на спині                  | Лор Маноду Франція                                                                                             | 2:07.99     | Анастасія Зуєва Росія                                                                                               | 2:09.59  | Ніколетт Сепеші Угорщина                                                                                            | 2:09.90  |
| 50 м брасом                     | Янне Шефер Німеччина                                                                                           | 31.08 CR    | Юлія Єфімова Росія                                                                                                  | 31.41    | Мірна Юкич Австрія                                                                                                  | 31.59    |
| 100 м брасом                    | Мірна Юкич Австрія                                                                                             | 1:08.18     | Альона Алексєєва Росія                                                                                              | 1:08.91  | Йоліна Хестман Швеція                                                                                               | 1:08.94  |
| 200 м брасом                    | Юлія Єфімова Росія                                                                                             | 2:24.09 CR  | Мірна Юкич Австрія                                                                                                  | 2:24.58  | Альона Алексєєва Росія                                                                                              | 2:25.22  |
| 50 м батерфляєм                 | Шанталь Ґрот Нідерланди                                                                                        | 26.03       | Інґе Деккер Нідерланди                                                                                              | 26.30    | Світлана Хохлова Білорусь                                                                                           | 26.52    |
| 100 м батерфляєм                | Сара Шестрем Швеція                                                                                            | 58.44       | Інґе Деккер Нідерланди                                                                                              | 58.50    | Орор Монжель Франція                                                                                                | 58.54    |
| 200 м батерфляєм                | Орор Монжель Франція                                                                                           | 2:06.59     | Емеше Ковач Угорщина                                                                                                | 2:06.71  | Мірея Бельмонте Іспанія                                                                                             | 2:09.32  |
| 200 м комплексом                | Мірея Бельмонте Іспанія                                                                                        | 2:11.16 CR  | Евелін Веррасто Угорщина                                                                                            | 2:12.93  | Камій Мюффа Франція                                                                                                 | 2:13.63  |
| 400 м комплексом                | Алессія Філіппі Італія                                                                                         | 4:36.68     | Катінка Хоссу Угорщина                                                                                              | 4:37.43  | Яна Мартинова Росія                                                                                                 | 4:37.86  |
| естафета 4×100 м вільним стилем | Інґе Деккер (53.77) Раномі Кромовідьойо (53.61) Фемке Гемскерк (53.62) Марлен Велдгойс (52.62) Нідерланди      | 3:33.62 WR  | Еріка Ферраіолі (56.14) Федеріка Пеллегріні (53.68) Марія Лаура Сімонетто (55.54) Крістіна Чіусо (55.70) Італія     | 3:41.06  | Клер Геденскоґ (55.56) Юзефіна Ліллгаге (54.36) Іда Марко-Варга (55.33) Магдалена Курас (56.03) Швеція              | 3:41.28  |
| естафета 4×200 м вільним стилем | Лор Маноду (1:58.51) Коралі Балмі (1:56.58) Мілен Лазар (1:59.39) Алена Попшанка (1:57.61) Франція             | 7:52.09     | Джоенн Джексон (1:59.10) Мелані Маршалл (1:57.81) Еллен Ганді (1:59.26) Кейтлін Макклетчі (1:56.19) Велика Британія | 7:52.36  | Аліче Карпанезе (2:01.06) Федеріка Пеллегріні (1:54.98) Алессія Філіппі (1:58.47) Рената Спаньйоло (2:01.18) Італія | 7:55.69  |
| естафета 4×100 м комплексом     | Елізабет Сіммондс (1:01.20) Кейт Гейвуд (1:07.11) Джемма Лов (58.00) Франческа Голсолл (53.02) Велика Британія | 3:59.33 ER  | Анастасія Зуєва (59.72) Юлія Єфімова (1:07.30) Наталія Сутягіна (58.29) Дар'я Белякіна (55.16) Росія                | 4:00.47  | Гінкелін Схредер (1:03.30) Йолейн ван Ванкенґуд (1:10.67) Інґе Деккер (57.69) Марлен Велдгойс (52.75) Нідерланди    | 4:04.41  |

## Стрибки у воду

### Таблиця медалей
| Місце               | Країна              | Золото | Срібло | Бронза | Загалом |
| ------------------- | ------------------- | ------ | ------ | ------ | ------- |
| 1                   | Росія               | 4      | 0      | 1      | 5       |
| 2                   | Німеччина           | 2      | 4      | 1      | 7       |
| 3                   | Україна             | 1      | 3      | 3      | 7       |
| 4                   | Італія              | 1      | 0      | 3      | 4       |
| 5                   | Швеція              | 1      | 0      | 1      | 2       |
| 6                   | Велика Британія     | 1      | 0      | 0      | 1       |
| 7                   | Фінляндія           | 0      | 1      | 1      | 2       |
| 8                   | Білорусь            | 0      | 1      | 0      | 1       |
| 8                   | Угорщина            | 0      | 1      | 0      | 1       |
| Загалом (9 збірних) | Загалом (9 збірних) | 10     | 10     | 10     | 30      |

### Результати

#### Чоловіки
| Дисципліна               | Золото                               | Золото | Срібло                                    | Срібло | Бронза                                | Бронза |
| ------------------------ | ------------------------------------ | ------ | ----------------------------------------- | ------ | ------------------------------------- | ------ |
| Трамплін, 1 м            | Ілля Кваша Україна                   | 454.65 | Йоона Пугакка Фінляндія                   | 432.80 | Крістофер Саккін Італія               | 423.80 |
| Трамплін, 3 м            | Дмитро Саутін Росія                  | 493.70 | Ілля Кваша Україна                        | 468.70 | Йоона Пугакка Фінляндія               | 441.80 |
| Синхронний трамплін, 3 м | Юрій Кунаков Дмитро Саутін Росія     | 440.76 | Тобіас Шелленберґ Андреас Вельс Німеччина | 413.94 | Дмитро Лисенко Антон Захаров Україна  | 406.56 |
| Вишка, 10 м              | Том Дейлі Велика Британія            | 491.95 | Саша Кляйн Німеччина                      | 487.60 | Франческо дель Уомо Італія            | 481.30 |
| Синхронна вишка, 10 м    | Патрік Гаусдінґ Саша Кляйн Німеччина | 453.24 | Вадим Каптур Олександр Варламов Білорусь  | 427.35 | Костянтин Ханбеков Олег Вікулов Росія | 426.24 |

#### Жінки
| Дисципліна               | Золото                                   | Золото | Срібло                                | Срібло | Бронза                                    | Бронза |
| ------------------------ | ---------------------------------------- | ------ | ------------------------------------- | ------ | ----------------------------------------- | ------ |
| Трамплін, 1 м            | Анна Ліндберґ Швеція                     | 293.85 | Нора Барта Угорщина                   | 270.60 | Катя Діков Німеччина                      | 264.15 |
| Трамплін, 3 м            | Юлія Пахаліна Росія                      | 347.40 | Катя Діков Німеччина                  | 330.80 | Олена Федорова Україна                    | 319.70 |
| Синхронний трамплін, 3 м | Юлія Пахаліна Анастасія Позднякова Росія | 327.57 | Гайке Фішер Дітте Котцян Німеччина    | 305.64 | Олена Федорова Алевтина Корольова Україна | 301.86 |
| Вишка, 10 м              | Таня Каньотто Італія                     | 355.35 | Юлія Прокопчук Україна                | 328.35 | Еліна Еґґерс Швеція                       | 319.65 |
| Синхронна вишка, 10 м    | Аннетт Ґамм Нора Субшінскі Німеччина     | 336.63 | Аліна Чапленко Юлія Прокопчук Україна | 334.20 | Ноемі Баткі Таня Каньотто Італія          | 323.13 |

## Синхронне плавання

### Таблиця медалей
| Місце              | Країна             | Золото | Срібло | Бронза | Загалом |
| ------------------ | ------------------ | ------ | ------ | ------ | ------- |
| 1                  | Іспанія            | 4      | 0      | 0      | 4       |
| 2                  | Італія             | 0      | 3      | 1      | 4       |
| 3                  | Росія              | 0      | 1      | 0      | 1       |
| 4                  | Україна            | 0      | 0      | 3      | 3       |
| Загалом (4 збірні) | Загалом (4 збірні) | 4      | 4      | 4      | 12      |

### Результати
| Дисципліна                    | Золото | Золото | Срібло | Срібло | Бронза | Бронза |
| ----------------------------- | --- | ------ | --- | ------ | --- | ------ |
| Соло, довільна програма       | Хемма Менгуаль Іспанія | 98.400 | Наталія Іщенко Росія | 98.300 | Беатріче Аделіцці Італія | 94.000 |
| Дует, довільна програма       | Хемма Менгуаль Тіна Фуентес Іспанія | 97.800 | Беатріче Аделіцці Джулія Лапі Італія | 94.900 | Дар'я Юшко Ксенія Сидоренко Україна | 93.900 |
| Група, технічна програма      | Альба Кабельйо Она Карбонелл Ракель Корраль Тіна Фуентес Таїс Енрікес Хемма Менгуаль Ірина Родрігес Паола Тірадос Іспанія                            | 97.800 | Алессія Бігі Еліса Боццо Костанца Фіорентіні Маніла Фламіні Франческа Гангемі Маріанжела Перрупато Сара Сгарці Федеріка Томмазі Італія                  | 95.200 | Ганна Багірова Надія Бережна Анастасія Чепак Дар'я Юшко Ганна Хмельницька Ольга Кондрашова Юлія Мар'янко Ксенія Сидоренко Україна                         | 93.300 |
| Комбінація, довільна програма | Альба Кабельйо Ракель Корраль Тіна Фуентес Таїс Енрікес Лаура Лопес Хемма Менгуаль Хісела Морон Ірина Родрігес Паола Тірадос Крістіна Віолан Іспанія | 97.900 | Алессія Бігі Еліса Боццо Констанца Фіорентіні Маніла Фламіні Франческа Гангемі Маріанжела Перрупато Даліла Ск'єзаро Сара Сгарці Федеріка Томмазі Італія | 95.100 | Анна Багірова Надія Бережна Анастасія Чепак Інга Гіллер Дар'я Юшко Ганна Хмельницька Ольга Кондрашова Юлія Мар'янко Ольга Шевчук Ксенія Сидоренко Україна | 94.100 |